# The magic voice of Grassland
|  | Denne artikel er oprettet af botten Steenthbot ud fra en ekstern database. Den kan derfor have sproglige fejl eller mangler. Denne skabelon kan fjernes efter kontrol af indholdet. |

The magic voice of Grassland er en dansk dokumentarfilm fra 2015 instrueret af Torben Glarbo.

## Handling
Filmen præsenterer den rige mongolske folkemusik, der i dag er så levende som nogensinde. Hestehovedviolin, slagtøj og den helt specielle strubesang skaber et klangligt udtryk der er unikt for Mongoliet.